# Теория заговора (фильм)
«Теория заговора» (англ. Conspiracy Theory) — триллер, снятый Ричардом Доннером по сценарию Брайана Хелгеленда, с Мелом Гибсоном и Джулией Робертс в главных ролях.

## Сюжет
Нью-йоркский таксист Джерри Флетчер собирает и анализирует то, что слышит от пассажиров, видит в газетах и на улицах. Он – параноик и помешан на теории заговора, считая, что многие события в мире напрямую связаны с деятельностью «теневого» правительства. Например, запуск шаттла он считает попыткой НАСА убить президента с помощью сейсмического оружия. Позже, в подтверждение его теории, происходит землетрясение в стране, которую посещает президент.
Джерри тайно влюблён в помощницу районного прокурора Элис Саттон. Однажды его похищает и пытает мужчина. Одна из теорий Джерри оказывается близкой к правде, но ему не сообщили, какая именно. Флетчер убегает, укусив своего мучителя за нос. В фойе Министерства юстиции Флетчера арестовывают и отправляют в больницу.
Элис посещает Флетчера в больнице. Флетчер просит ее поменять свои медицинские записи с записями своего соседа по комнате, потому что он опасается за свою жизнь.
Когда Саттон приезжает в больницу на другое утро, сосед Флетчера по комнате мёртв. Там уже собрались представители многочисленных федеральных агентств и организаций. Агент Лоури представляется сотрудником ФБР. Доктор Джонас представлен как психиатр, работающий на ЦРУ, и у него поврежден нос.  
Флетчер убегает и застревает в лифте. Саттон помогает ему освободиться, и он прячется в её машине, чтобы отвезти его домой. Вскоре приходят люди Джонаса, после чего Флетчер поджигает квартиру с помощью горючего и убегает вместе с Элис. Во время побега, она видит большую фотографию себя верхом на лошади в секретной комнате под квартирой Флетчера. Поскольку несколько месяцев назад она бросила кататься, она понимает, что Флетчер, должно быть, уже давно наблюдает за ней.
Когда она пытается связаться с пятью подписчиками публикаций Флетчера о теории заговора, четверо из них погибают при загадочных обстоятельствах за прошедшие сутки. Пятый адрес содержит распоряжение о пересылке доказательств в здание уголовного суда на Манхэттене. Когда Саттон приезжает к подписчику, её встречает доктор Джонас, который проводит для ЦРУ секретные и незаконные эксперименты по контролю над разумом.

## В ролях
| Актёр            | Роль           |
| ---------------- | -------------- |
| Мел Гибсон       | Джерри Флетчер |
| Джулия Робертс   | Элис Саттон    |
| Патрик Стюарт    | доктор Джонас  |
| Силк Козарт      | агент Лоури    |
| Стив Кен         | Уилсон         |
| Терри Александер | Флип           |
| Алекс МакАртур   |                |
| Род МакЛахлан    |                |
| Трой Гарити      |                |